# 1626
1626. је била проста година.

## Догађаји

### Мај
- 4. мај — Индијанци су продали Менхетн холандском трговцу Петеру Минојту за тканине и ђинђуве у вредности од око 24 долара (око 600 долара из 2006).

## Рођења

### Фебруар
- 8. децембар — Кристина Аугуста, шведска краљица. († 1689).

## Смрти

### Април
- 9. април — Френсис Бекон, енглески филозоф и писац (22. јануар 1561)